# Důchody v Nizozemsku
Tento článek má za účel poskytnout přehled o důchodech v Nizozemsku.

## Náhled

### Přehled
Přední světová pozice nizozemského důchodového systému je dána rozmanitostí zdrojů financování, přesností měření nákladu, spravedlivostí rozdělování a silným dohledem nizozemské centrální banky a nizozemského úřadu pro finanční trh. Ve srovnání s jinými zeměmi je Nizozemsko relativně lepší v řešení problému stárnutí populace, protože absorbuje různé modely penzijních fondů a provádí konzistentní politiku a politiku sdílených rizik.
Dne 1. července vstoupil v platnost zákon o budoucích důchodech, který reviduje nizozemský důchodový systém.

### Pořadí
Posouzeno podle Melbourne Mercer Global Pension Index, který hodnotil jednotlivé systémy důchodového zabezpečení podle více než 40 ukazatelů. Nizozemsko se se svým důchodovým systémem v roce 2020 umístilo na prvním místě. Celkové skóre je 82,6/100
- Adekvátnost: 81,5/100. (1.)
- Udržitelnost: 79,3/100. (2.)
- Integrita: 88,9/100. (3.)
- Celkem: 82,6/100 (1.) [2]

V Nizozemsku mohou důchodci pobírat důchod, i když nežijí přímo v Nizozemí. Po odchodu do důchodu si mohou zvolit, zda si v kterékoli zemi prodlouží důchod, také si lze zvolit pevně stanovenou zemi pro pobírání důchodu; zemi krytí určuje zaměstnavatel nebo zahraniční zaměstnanec.

### Důchodový systém v Nizozemsku
Nizozemský důchodový systém kombinuje průběžný systém, v němž pracovníci platí za dávky důchodců, a individuální investiční systém. V individuálním investičním systému, skupiny a jednotlivci investují s vysokým a nízkým rizikem, aby dorovnali částku, kterou dostávají ze státního důchodu. Tyto různé modely lze považovat za tři pilíře nizozemského důchodového systému.
Tři pilíře jsou :
- státní důchodový systém podle zákona Algemene Ouderdomswet (AOW),
- soukromý důchodový systém upravený důchodovým zákonem,
- individuální soukromý důchod.

## První pilíř: Státní důchody
Státní důchodový systém (AOW) je spravován jako průběžný systém, jehož financování zajišťují státní fondy a daně ze mzdy. Nárok na důchod AOW má každý, kdo žil a/nebo pracoval v Nizozemsku ve věku od 15 až 65 let. Každý kdo žije v Nizozemsku, je až na některé výjimky pojištěn a s každým rokem pojištění získává nárok na 2 % z plného důchodu AOW. Plný důchod AOW je vázán na minimální mzdu, přičemž manželé nebo partnerské páry dostávají každý 50 % minimální mzdy, zatímco ti, kteří žijí sami, mají nárok na důchod ve výši více než 70 % minimální mzdy.
Okamžik, kdy osoba obdrží AOW, se od roku 2016 změnil. V tomto roce nizozemská vláda oznámila, že spojí údaje o obdržení AOW s národní průměrnou délkou života. Když osoba dosáhne věku 67 let v roce 2021 nebo dříve. Věk, kdy začne být vypláceno AOW. Od roku 2020 bude věk AOW přímo spojen s průměrnou délkou života. To znamená, že vláda je schopna měnit věk, kdy občan obdrží AOW za rok.
Pokud jste žili nebo pracovali mimo Nizozemsko, budete po odchodu do důchodu pravděpodobně pobírat nižší důchod, protože jste po určitou dobu nepřispívali na pojištění, a proto jste nashromáždili méně prostředků. V Nizozemsku žije také několik osob, které nejsou pojištěny v rámci plánu AOW. Pokud jste se narodili 1. dubna 1950 nebo později, nedostanete důchod z plánu AOW, pokud je vaše doba pojištění kratší než jeden rok.
Typ důchodu AOW, který získáte v jiné situaci:
- Lidé, kteří žijí sami - 70 % čisté minimální mzdy.
- Lidé, kteří žijí v manželství nebo s někým žijí - 50 % čisté minimální mzdy.
- Máte-li partnera, který rovněž dosáhl důchodového věku AOW - společně obdržíte až 100 % čisté minimální mzdy.
- Pokud máte partnera, který ještě nedosáhl důchodového věku AOW - doplňkový příspěvek k důchodu AOW. Roce 2015 bude poskytování doplňkového příspěvku ukončeno. [4]

## Druhý pilíř: Soukromé zaměstnanecké důchody
Druhý pilíř tvoří kolektivní penzijní systémy, které jsou vázány na konkrétní odvětví nebo podniky. Tyto kolektivní plány spravují penzijní fondy nebo pojišťovny. Podnik měsíčně vyplácí svým zaměstnancům penzijní fond. Z výnosu z kapitálových investic se hradí penzijní dávky pro současné i budoucí důchodce. Zaměstnanci si mohou vybrat typy plánů ve svých penzijních fondech. Při změně zaměstnání byste měli svému nadřízenému dát vědět informace o svém důchodovém pojištění.
Přestože jsou penzijní fondy spojeny s určitými podniky nebo odvětvími, zákon vyžaduje, aby si penzijní fondy zachovaly soudní a finanční nezávislost a fungovaly ve formě neziskových institucí, což zajišťuje bezpečnost penzijních fondů. Jakmile nastane nepříznivá finanční situace podniku, mohou být penzijní fondy rovněž účinně chráněny. Většinu peněz na důchody v Nizozemsku spravují penzijní fondy. 
Existuje také široká škála soukromých penzijních fondů upravených důchodovým zákonem, které jsou určeny jako důchodové zabezpečení pro zaměstnané osoby.
Existují tři různé typy penzijních fondů:
- celoodvětvové penzijní fondy, které se starají o celé odvětví ekonomiky, jako je stavebnictví nebo maloobchod, a které mohou být nařízeny vládou,
- podnikové penzijní fondy, které jsou určeny pro zaměstnance jedné společnosti nebo korporace,
- penzijní fondy pro nezávislé profesionály.

Soukromé penzijní fondy v Nizozemsku jsou neziskové organizace, fungují jako nadace a podle nizozemského práva jsou považovány za nezávislé právnické osoby, které nejsou součástí žádné společnosti. Pokud se tedy společnost dostane do finančních potíží, její penzijní fond to neovlivní. Více než 90 % nizozemských zaměstnanců patří do soukromého penzijního fondu.

### Povinný charakter
Nizozemské právo nevyžaduje členství v penzijním fondu. Pokud se však společnost rozhodne, že pro své zaměstnance penzijní systém nezajistí, může to vláda vymáhat. Výsledkem je, že více než 90 % zaměstnanců a zaměstnavatelů má penzijní systém. V takovém případě se již zaměstnavatel nemůže svobodně rozhodnout, zda zaměstnanci penzijní plán poskytne. Povinnost znamená, že se týká všech zaměstnanců. To také znamená, že zaměstnanci mohou snadněji měnit zaměstnání v rámci odvětví, aniž by to mělo vliv na důchodové zabezpečení. Společnosti, které nespadají do tohoto typu povinného programu, si mohou pro správu penzijního plánu zvolit podnikový penzijní fond nebo pojišťovnu.

### Organizace penzijního fondu
Konečné slovo c důchodovém systému mají zaměstnavatelů a zaměstnanci. V podnikových penzijních fondech mohou někteří členové v důchodu působit jako zaměstnanci ve správní radě. Většina fondů je však svěřena externím vykonavatelům, obvykle pojišťovnám nebo specializovaným správcům penzijních plánů. Jedná se o soukromé organizace.

### Fakta a čísla o penzijních fondech 2. pilíře
Téměř každý je členem penzijního fondu. 75 % zaměstnanců má penzijní fondy v rámci celého odvětví. Velikost fondu se značně liší v závislosti na počtu členů a naakumulovaném kapitálu. Investiční kapitál spravovaný penzijními fondy dokonce převyšuje hrubý národní produkt.

### Náklady na správu penzijního fondu
Náklady penzijních fondů jsou nižší bez ziskových motivů. Proto je nutné snížit náklady na správu. Kromě toho tyto organizace kromě nákladů na správu vytvářejí také náklady na marketing.

## Pilíř třetí: Individuální soukromé důchody
Třetí pilíř je tvoří individuální důchod. Toho využívají především osoby samostatně výdělečně činné a zaměstnanci v odvětvích bez kolektivního důchodového systému. Zjednodušeně řečeno, jedná se o produkty správy penzijního majetku. Jednotlivci tak mohou samostatně nakupovat a spravovat penzijní produkty nebo investice, například životní pojištění, akcie nebo nemovitosti, a s tím související daňové výhody. Každý si může ve třetím pilíři pořídit produkt, který odpovídá jeho požadavkům. Tímto způsobem si lidé mohou spořit penzi navíc a často využívat daňových výhod. Pokud se člověk rozhodne spořit peníze nebo sám sebe, je to také považováno za součást třetího pilíře. Pokud má někdo bez dluhů dům nebo akcie, které v okamžiku odchodu do důchodu prodá, lze tuto hodnotu považovat za dodatečné bohatství, které lze využít pro lepší a pohodlnější životní úroveň.

## Nizozemský důchodový věk
Věk odchodu do důchodu AOW se zvyšoval následovně:
- V roce 2018 na 66 let
- 67 v roce 2021
- V roce 2022 na 67 let a 3 měsíce

Od roku 2022 je věk odchodu do důchodu AOW vázán na střední délku života. Průměrná délka života zůstává víceméně stejná. Vzhledem k tomu, že se s věkem odchodu do důchodu něco mění, nabízí Sociale Verzekeringsbank (SVB) nizozemskou kalkulačku důchodového výšku, která vám umožní zjistit váš individuální nizozemský důchodový věk.
Předčasný odchod do důchodu je jednou z možností, ale obvykle je nutné jej financovat z vlastních zdrojů až do dosažení oficiálního nizozemského důchodového věku, před jehož dosažením se platby AOW nevyplácejí ani jinak nesnižují. V jednom konkrétním případě se můžete rozhodnout pro předčasný odchod do důchodu (vergelijkbare uitkering, VUT), pokud jsou splněny podmínky ( podrobnosti viz SVB), a můžete mít nárok na přechodné dávky. Stejně tak se můžete rozhodnout pro odklad odchodu do důchodu, po dosažení důchodového věku se mohou zvýšit vaše důchodové dávky a příspěvky. 

## Důchody v Nizozemsku pro expaty
Předtím, než začnete uvažovat o penzijním připojištění, musíte splnit následující podmínky. Například maximální výše penzijních mezd souvisejícím s podnikáním v roce 2017 činí 103 317 eur. V případě expatriantů může být krytí penzijního systému právně ošetřeno jako "důchod" nebo spíše jako "pojištění" a může se stěhovat s expatriantem do každé nové země nebo může zůstat v jedné zemi. Přesun penzijního kapitálu z nizozemského penzijního plánu do jiné země je možný pouze v případě, že penzijní plán v další zemi má stejně propracované požadavky jako nizozemský penzijní plán.
Nizozemsko má smlouvy o sociálním zabezpečení s těmito zeměmi:
- Argentina
- Austrálie
- Belize
- Bosna a Hercegovina
- Kanada (včetně Quebecu)
- Chile
- Ekvádor
- Egypt
- Hongkong
- Indie
- Indonésie
- Izrael (kromě pásma Gazy, Západního břehu, východního Jeruzaléma, Golan)
- Japonsko
- Jordán
- Kapverdy
- Normanské ostrovy (Jersey, Guernsey, Alderney, Herm, Jethou)
- Kosovo
- Makedonie
- Mali
- Maroko
- Monako
- Černá Hora
- Nový Zéland
- Panama
- Paraguay
- Filipíny
- Srbsko
- Surinam
- Thajsko
- Tunisko
- Turecko
- Spojené státy americké
- Uruguay
- Jižní Afrika
- Jižní Korea

Převod penzijního kapitálu do nizozemského penzijního plánu z jiné země je při splnění všech požadavků obecně méně náročný. 

## Příklad
Hrubá roční mzda zaměstnance činí 50 000 EUR. Minimální odečitatelná částka pro státní důchod činí 13 449 EUR. U tohoto zaměstnance činí jeho vyměřovací základ pro důchod 36 551 EUR.
V nové smlouvě o důchodu ("Pensioenakkoord") je maximální důchodový základ stanoven na 100 000 EUR. Pro platy vyšší než 100 000 EUR hodlá vláda vytvořit nový (od daně osvobozený) spořící nástroj.

## Výhody

### Starobní důchody
Důchody poskytují zaměstnancům doživotní ochranu příjmů od data odchodu do důchodu. Zaručují životní jistotu zaměstnanců bez zdroje příjmu po odchodu do důchodu.

### Partnerské důchody
Partnerský důchod pobírá partner zaměstnance po jeho smrti a nabývá účinnosti ihned po jeho smrti. Smrtí zaměstnance může dojít ke ztrátě životního zdroje, který může mít partner. Důchod partnera má chránit základní životní potřeby partnera zaměstnance po jeho smrti. Od roku 2014 činní nejvyšší dostupná mzda (fiktivně) 1,33 % poslední mzdy ročně.

### Sirotčí důchody
Sirotčí důchody jsou podobné partnerským důchodům a jsou k dispozici zaměstnancům, kteří zemřeli a jsou účinné okamžitě po jejich smrti. Rozdíl je v tom, že sirotčí důchod je vyplácen dočasně, dokud dítě nebo pěstoun nedosáhne věku 30 let, a poté se již nevyplácí. Sirotčí důchod činí až 14 % (nominální( poslední mzdy (28 % plného sirotčího důchodu)
Podstatou důchodu je zajištění na stáří bez příjmu prostřednictvím včasné akumulace práce.